# Gunbarrel Highway
Der Gunbarrel Highway ist eine abgelegene Wüstenpiste von 1420 km Länge im australischen Northern Territory, in South Australia und Western Australia. Er verbindet Victory Downs an der Grenze zwischen Northern Territory und South Australia mit Carnegie Station in Western Australia.
Die Strecke durchquert mehrere Aborigines-Reservate. Reisende benötigen deswegen insgesamt drei Genehmigungen (Permits), die kostenfrei beim Department of Indigenous Affairs erhältlich sind.

## Geschichte
Der Gunbarrel Highway war die erste Straße, die als Teil der Waffenforschungseinrichtung namens Woomera errichtet worden ist. Später wurde dieses Kernwaffen-Versuchsgelände in Maralinga umbenannt. Der Bau begann 1955 und wurde am 15. November 1958 fertiggestellt, als man Carnegie erreichte.
Die Straße wurde nach Beadells Gunbarrel Road Construction Party benannt, die eine Straße so gerade wie einen Flintenlauf (engl.: gunbarrel) bauen sollte. Wegen des wechselnden Terrains und der natürlichen Gegebenheiten gelang dies allerdings nur sporadisch.

## Verlauf

### Northern Territory
Der Gunbarrel Highway beginnt in Victory Downs Homestead im Northern Territory, unweit der Grenze zu South Australia und 24 km westlich des Stuart Highway (N87). In diesem Bereich verläuft sie gemeinsam mit der Mulga Park Road nach Westen bis zur Siedlung Mulga Park. Die Mulga Park Road wendet sich dort nach Norden zum Lasseter Highway (S4), während der Gunbarrel Highway nach Südwesten führt und an der Grenze zu South Australia den Britton Jones Creek überquert.

### South Australia
Die erste Siedlung an der Straße auf dem Gebiet von South Australia ist nach 33 km Amata Homestead, wo der Gunbarrel Highway, der hier auch als Giles Mulga Park Road bezeichnet wird, wieder nach Westen abbiegt. Ca. 20 km südlich der Grenze zum Northern Territory führt die Piste nach Westen durch etliche Aborigines-Siedlungen. Zwischen Kalka und Wingellina Homestead überschreitet sie die Grenze nach Western Australia.

### Western Australia
26 km nach Überschreiten der Grenze biegt die Straße nach Norden ab und trifft westlich des Giles River auf die Great Central Road. Gemeinsam mit ihr führt sie zunächst nach Nordwesten, wo sie das Warakurna Roadhouse erreicht. Von dort sind es fünf Kilometer zur Wetterstation Giles Meteorological Station, eine der touristischen Attraktionen des Gunbarrels. 16 km weiter westlich zweigt der Old Gunbarrel Highway nach Nordwesten ab. Dieser 308 km lange Straßenabschnitt war früher Teil des Gunbarrel Highway, wird heute aber nicht mehr instand gehalten. Der heutige Gunbarrel Highway verläuft gemeinsam mit der neueren Great Central Road nach Südwesten und erreicht nach 210 km Warburton.
Von Warburton aus führt die Great Central Road weiter nach Südwesten, während der Gunbarrel Highway nach Nordwesten abbiegt. Nach 63 km mündet der Old Gunbarrel Highway wieder ein und die Piste führt in den südwestlichen Teil der Gibsonwüste nach Everard Junction. Dort mündet von Norden der Gary Highway und der Gunbarrel Highway biegt nach Südosten ab, wo nach 32 km die Hunt Oil Road nach Süden abzweigt. 53 km weiter südwestlich zweigt der Eagle Highway nach Norden und die David Carnegie Road nach Süden ab und 150 km südwestlich dieser Kreuzung ist mit der Carnegie Station der Endpunkt der Straße erreicht.
Der höchste Punkt im Verlauf des Highways liegt auf 756 m, der niedrigste auf 401 m.

## Straßenzustand und Tankstellen
Die Piste führt durch sehr abgelegenes Gelände. Der Zustand variiert dabei von steinig bis sandig mit „Wellblech“, Spurrinnen, Auswaschungen und manchmal Schlamm. Wegen ihrer Abgeschiedenheit benötigen Reisende ausreichend Wasser, Essen und Treibstoff.
Tankstellen gibt es in Kalka (SA), Winellina Homestead (WA), Warakurna Roadhouse (WA), Warburton (WA) und der Carnegie Station (WA). Die längste Strecke ohne Tankstelle zwischen Warburton und Carnegie Station beträgt 489 km.